# Peperomia ciliifolia
Peperomia ciliifolia är en pepparväxtart som beskrevs av Truman George Yuncker. Peperomia ciliifolia ingår i släktet peperomior, och familjen pepparväxter. Inga underarter finns listade i Catalogue of Life.